# 二硝酸异山梨醇酯
二硝酸异山梨醇酯（INN：isosorbide dinitrate，ISDN）又稱硝酸異山梨酯，是一種硝基血管擴張劑，可松弛血管平滑肌，用於治療心臟衰竭、瀰漫性食道痙攣，以及治療和預防心絞痛。它與肼屈嗪組合使用時，能更有效改善收縮功能障礙引起的心臟衰竭症狀。
給藥方式為口服給藥或是舌下含片。
使用後常見的副作用有頭痛、直立性低血壓以及視力模糊，嚴重的副作用為低血壓。目前尚不清楚個體於懷孕期間使用對胎兒是否安全。此藥物不可與PDE5抑制劑同時使用。
硝酸異山梨酯最早於1939年即被提出描述，已列入世界衛生組織基本藥物標準清單之中。市面上有其通用名藥物販售。也有長效的劑型販售。此藥物於2022年是美國排名第119位最常使用的處方藥，開立的處方箋數量超過500萬張。

## 醫療用途
硝酸異山梨酯的醫療用途廣泛，除作為充血性心臟衰竭的輔助治療藥物之外，也可用於緩解心絞痛及食道痙攣。劑型包含口服錠劑，並有速效緩釋型，以及作用時間較長的持續釋放型可供選擇。一般而言，硝酸異山梨酯於口服後約30分鐘開始發揮作用，而持續釋放型口服錠的藥效則可維持12至24小時。
在硝酸鹽類藥物這個大家族中，那些作用時間比較長的成員（例如某些特定劑型的硝酸異山梨酯，或者其他的長效硝酸鹽藥物），通常因為效果更好、短期使用藥性更穩定（間歇性使用長效硝酸鹽時，可減少或延緩身體對藥物產生耐受性的速度），所以在臨床上能有更好的功效。

## 副作用

### 耐受性
針對個體慢性疾病的長期治療，可能會對此藥物產生耐受性，導致療效降低。醫學界在過去30年來已對硝酸鹽類耐受性的作用機制進行深入研究，並提出數種不同的假說來解釋此現象。包括有：
1. 使用者體內將硝酸異山梨酯生物轉化為其活性成分一氧化氮（NO）或相關氮氧化物中間產物的能力受損
2. 神經內分泌活化，導致交感神經興奮並釋放血管收縮素，例如內皮素（英语：endothelin）和血管收縮素II，這些物質會抵消硝酸異山梨酯引起的血管擴張作用
3. 血漿容量擴張
4. 氧化壓力假說（體內產生的氧化劑超過抗氧化系統的清除能力，導致氧化劑過量，進而損害細胞和組織的狀態）[13]

上述最後一個假說或許能作為一個統合性的解釋：硝酸異山梨酯誘導產生的過量氧自由基，可能引發一系列異常反應，涵蓋前述提及的各種機制。更重要的是研究已證實硝酸鹽耐受性與多種血管功能異常相關，這些異常情況可能進一步惡化患者的預後，例如內皮細胞功能失調以及自主神經紊亂。
硝酸異山梨酯的作用機制與其他亞硝酸鹽及有機硝酸鹽相似，皆是經由轉化為活性中間產物一氧化氮（NO）來發揮作用。一氧化氮能夠激活鳥苷酸環化酶（即心房利鈉肽受體 A），進而促進環磷酸鳥苷（cGMP）的合成。cGMP隨後會啟動平滑肌細胞內一系列依賴蛋白激酶的磷酸化反應，最終導致平滑肌纖維的肌球蛋白輕鏈去磷酸化。這一連串的生化反應最終促使鈣離子被隔離，引起平滑肌細胞的鬆弛，而達到擴張血管的效果。

## 禁忌症
對硝酸異山梨酯或其任何其他成分過敏的個體禁用此藥物。在服用某些治療勃起功能障礙藥物（磷酸二酯酶抑制藥，如西地那非、他達拉非或伐地那非）的個體中也禁用此藥物。

## 交互作用
硝酸異山梨酯可能會增強乙醯胺酚的肝毒性。當阿地白介素（Aldesleukin，一種重組人類白血球介素-2產品）與硝酸異山梨酯合用時，不良反應的風險或嚴重程度可能會增加。當硝酸異山梨酯與阿利吉侖合用時，不良反應的風險或嚴重程度可能會增加。

## 社會與文化
硝酸異山梨酯在不同地區以不同名稱銷售：在美國，根據美國食品藥物管理局（FDA）橙皮書，主要品牌有優時比公司出品的的Dilatrate-SR和博士倫健康股份有限公司出品的Isordil。在英國、阿根廷和香港，則以Isoket商品名稱銷售。值得注意的是此藥物也是商品名為BiDil的複方藥 - 肼屈嗪/硝酸異山梨酯中的一種成分。